# Клонмел (станция)
Клонмел — железнодорожная станция, открытая 1 мая 1852 года и обеспечивающая транспортной связью одноимённый город в графстве Южный Типперэри, Республика Ирландия.